# Prohalicore
Prohalicore dubaleni
Genre
Espèce
Prohalicore est un genre fossile de Siréniens de la famille des Trichechidae et apparentés aux dugongs. C’est un taxon monotypique, sa seule espèce étant Prohalicore dubaleni.

## Découverte
Pendant l’été 1886, l'archéologue Pierre-Eudoxe Dubalen découvre les restes d’un sirénien inconnu dans les carrières d’Odon, près de Tartas, dans les Landes. Il les transmet au professeur Albert Gaudry, qui en confie la description à Léon Flot. 

## Classification
Le genre Prohalicore et l'espèce Prohalicore dubaleni ont été décrits en 1887 par le botaniste et paléontologue français Léon Flot (d) (1857-1926),,.

## Étymologie
Le nom générique Prohalicore, composé du grec ancien πρό (pró, « devant, en avant, auparavant, pour, en faveur de ») et du genre Halicore, fait référence à la proximité de ces deux genres. À noter que le genre Halichore Serres, Dubrueil & Jeanjean, 1839 est désormais considéré comme un synonyme de Dugong Lacépède, 1799.
L'épithète spécifique, dubaleni, lui a été donnée en l'honneur de Pierre-Eudoxe Dubalen qui a découvert les restes de cette espèce.

## Publication originale
- Flot, « Note sur le Prohalicore Dubaleni », Bulletin de la Société géologique de France, Paris, 3e série, vol. 15,‎ 1887, p. 134-138 (ISSN 0037-9409, e-ISSN 1777-5817, lire en ligne, consulté le 7 janvier 2024).